# Paulo Kablan
Paulo Kablan (Gualeguay, Entre Ríos, Argentina; 23 de noviembre de  1970) es un periodista, columnista, productor periodístico y presentador de televisión argentino. Es un especialista en secciones policiales en varios programas, medios gráficos y emisoras radiales.

## Carrera
Nacido en Gualeguay, provincia de Entre Ríos, hizo sus estudios primarios en la Escuela Castelli. Ya de adolescente, Gustavo Carbone lo introduce a Radio Gualeguay donde hace sus primeros pasos. Estudió locución aunque nunca pudo recibirse. Se formó en el periodismo en la Universidad de Concepción del Uruguay. En esa provincia dio sus primeros pasos en distintas emisoras radiales, y realizó trabajos en los diarios locales hasta que pasó a ser jefe de la Sección Policiales del Diario El Día, de La Plata.
En televisión se desempeñó como conductor en ciclos como Relatos criminales junto a Mauro Szeta con quien también trabajó en la obra teatral ¿Hay un asesino en la sala…?; y El Diario (C5N) donde condujo su especial El expediente. Además fue panelista de la sección policial en varios programas como Morfi, todos a la mesa con Gerardo Rozín, Zaira Nara y Carina Zampini; Flor de equipo con Florencia Peña; y El diario de la tarde. También trabajó como productor periodístico para Ideas del Sur con programas como Forenses, cuerpos que hablan. Cubrió casos policiales relevantes como el de Ricardo Barreda, Ángeles Rawson, Nora Dalmasso y María Marta García Belsunce, entre muchos otros. En el 2021 participó la tercera temporada de MasterChef Celebrity Argentina, conducido por Santiago del Moro, y compartiendo pantalla con otros artistas como Luisa Albinoni, Juariu, Catherine Fulop, Tomás Fonzi, Mica Viciconte, José Luis Gioia y Joaquín Levinton, entre otros.

## Premios y nominaciones
- 2018:Premio Martín Fierro de Cable a mejor Labor Periodística Masculina. Compartía terna con Nicolás Wiñazki y Julio Bazán de TN.
- 2016:Premio Martín Fierro de Radio, a mejor Columnista Judicial/Policial.[9]

## Televisión
| Año           | Programa                         | Rol                               |
| ------------- | -------------------------------- | --------------------------------- |
| 2005-2006     | Forenses, cuerpos que hablan     | Productor periodístico            |
| 2006          | Fiscales, el ojo de la ley       | Columnista                        |
| 2007-2012     | El Diario (C5N)                  | Conducción                        |
| 2014          | Expedientes Telenueve            | Columnista en informes especiales |
| 2017-2019     | Morfi, todos a la mesa           | Panelista                         |
| 2019          | Relatos criminales               | Conducción                        |
| 2020-2022     | Flor de equipo                   | Panelista                         |
| 2021          | El diario de la tarde            | Columnista sección policial       |
| 2021          | El Diario (C5N)                  | Conducción                        |
| 2021-2022     | MasterChef Celebrity Argentina 3 | Participante                      |
| 2022-presente | A la Barbarossa                  | Panelista                         |
| 2025-presente | El Noticiero de la Gente         | Columnista Policiales             |

## Radio
| Año  | Programa         | Emisora  |
| ---- | ---------------- | -------- |
| 2014 | Dicho y Hecho    | Radio 10 |
| 2015 | Un mundo de diez | Radio 10 |
| 2017 | La Negra Pop     | Radio 10 |
| 2017 | Pop Radio        | Radio 10 |
| 2017 | El Ángel         | Radio 10 |
| 2022 | Puro Cuento      | Radio 10 |

## Teatro
- 2019: ¿Hay un asesino en la sala…?, estrenada en el Teatro Apolo, en Tucumán.

## Medios gráficos
- La Voz de La Histórica
- Diario El Día

## Vida privada
Hace más de 20 años está en pareja con Edith Garibotti y juntos tienen a Pedro, Diego, Facundo y Joaquín, y son abuelos de Paulina.